# Şeref Has
Şeref Has (Isztambul, 1936. szeptember 27. – 2019. június 13.) válogatott török labdarúgó.

## Pályafutása

### Klubcsapatban
A Beylerbeyi korosztályos csapatában kezdte a labdarúgást. 1954–55-ben a Beyoğluspor, 1955 és 1973 között a Fenerbahçe labdarúgója volt. A Fenerbahçével négy bajnoki címet és egy török kupagyőzelmet szerzett. 
1973 és 1975 között a Mersin İdman Yurdu játékosa volt és közben segédedzőként is tevékenykedett a csapatnál.

### A válogatottban
1956 és 1967 között 39 alkalommal szerepelt a török labdarúgó-válogatottban és egy gólt szerzett.

## Sikerei, díjai
Fenerbahçe SK
- Török bajnokság
  - bajnok (4): 1960–61, 1963–64, 1964–65, 1967–68
- Török kupa
  - győztes: 1968